# Tredegar
Tredegar ist eine Stadt und Community in der südwalisischen Principal Area Blaenau Gwent County Borough in den South Wales Valleys. Fast alle der beim Zensus 2011 gezählten 15.103 Einwohner der Community leben in der Stadt.

## Geographie
Tredegar liegt in Südwales in den South Wales Valleys im Westen der Principal Area Blaenau Gwent County Borough und grenzt an Powys und Caerphilly County Borough. Während die Community im Norden an Llangynidr in Powys und im Westen an Rhymney sowie im Süden an New Tredegar und Argoed in Caerphilly grenzt, hat sie allerdings im Osten gemeinsame Grenzen mit den Communitys Rassau, Badminton, Ebbw Vale North, Ebbw Vale South und Cwm in Blaenau Gwent. Die Stadt Tredegar selbst mit ihren Stadtteilen Georgetown, Sirhowy und Waundeg liegt innerhalb der Community mittig; das übrige Gelände wird von weitestgehend unbebauten, zumeist bergigen Flurstücken ausgemacht. Tredegar erstreckt sich in Nord-Süd-Ausrichtung im Sirhowy Valley des Sirhowy River, der nördlich von Tredegar entspringt und ein Nebenfluss des Ebbw River aus dem östlichen Nachbartal ist. Zugleich erstrecken sich auch zahlreiche Nebenflüsse des Sirhowy River auf dem Gebiet der Community. Der Hauptort liegt auf etwa 320 Metern Höhe. Tredegar gehört wahlkreistechnisch zum britischen Wahlkreis Blaenau Gwent und auf walisischer Ebene zu dessen gleichnamigen Pendant.

## Geschichte

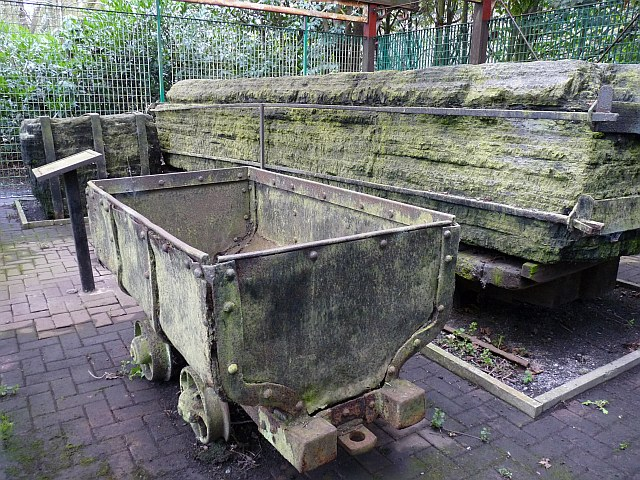
Überreste der Kohleindustrie in Tredegar (Grade II building)

Bis ins 18. Jahrhundert war Tredegar ein unbedeutendes Dorf, wuchs dann aber durch die Industrialisierung der Region wegen des Vorkommens verschiedener Rohstoffe stark an, sodass es 1851 8.305 Einwohner und zehn Jahre später 9.383 Einwohner hatte. So hatte die Stadt beispielsweise ein eigenes Eisenwerk, die Tredegar Ironworks. Die Industrie sorgte folglich für die Belebung der Stadt, in der verschiedene Freizeiteinrichtungen entstanden. Allerdings hatte die Verschmutzung durch die Industrie gesundheitliche Folgen für die Einwohner. Dabei gab es einige Initiativen in Sachen Gesundheitsversorgung, die den in Tredegar geborenen Politiker Aneurin Bevan zu einem Engagement für die Gründung des National Health Services veranlassten. Verwaltungstechnisch gehörte die heute zu Blaenau Gwent County Borough gehörende Stadt einstmals zu Monmouthshire und später zu Gwent.

## Verkehr
Die Community wird von der A465 road, der A4047 road und der A4048 road durchquert. Zudem halten unterschiedliche Buslinien in Tredegar und seinen Stadtteilen, wodurch es unter anderem Busverbindungen Rhymney, Crosskeys, Brynmawr, Ebbw Vale, Abergavenny und Merthyr Tydfil gibt.

## Infrastruktur
Tredegar besitzt sowohl ein Postamt der Royal Mail als auch eine Niederlassung von The Post Office. Zudem gibt es eine Gesamtschule sowie mehrere Vereine, darunter der Fußballverein Tredegar Town und das Tredegar Community archive. Zudem gibt es mit dem Tredegar Local History Museum ein Heimatmuseum in der städtischen Bibliothek.

## Bauwerke

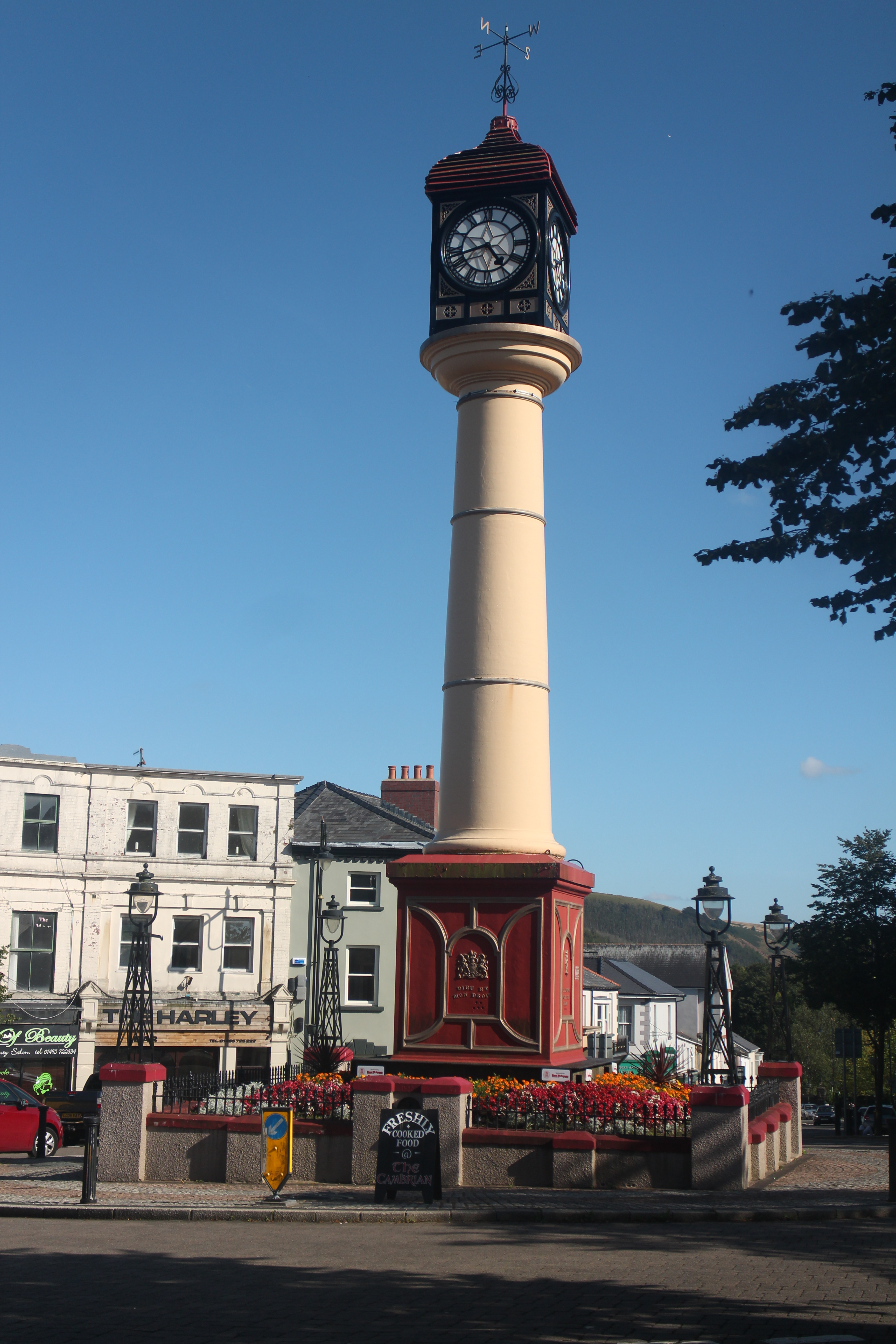
Die Tredegar Town Clock

In Tredegar gibt es insgesamt 23 Gebäude, die in die Statutory List of Buildings of Special Architectural or Historic Interest aufgenommen wurde. Mehrheitlich sind dies sogenannte Grade II buildings, lediglich drei wurden als Grade II* buildings aufgenommen, dies sind das Haus Milgatw, die Gebäude der ehemaligen Sirhowy Ironworks und die Sehenswürdigkeit Tredegar Town Clock, ein markanter Uhrturm im Stadtzentrum.

## Persönlichkeiten

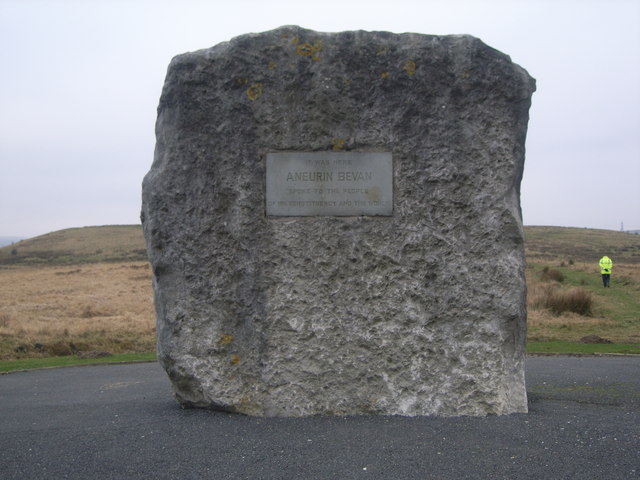
Gedenkstätte für Aneurin Bevan nahe Tredegar

- Aneurin Bevan (1897–1960), Politiker der walisischen Labour Party
- Vincent Cronin (1924–2011), Autor
- Ray Reardon (1932–2024), Snookerspieler
- Cliff Wilson (1934–1994), Snookerspieler
- Roy Andrewartha (1938–2020), Snookerspieler
- Neil Kinnock (* 1942), Politiker der Labour Party
- Peter Collins (* 1958), römisch-katholischer Bischof von East Anglia
- Patrick Jones (* 1965), Autor
- Nicky Wire (* 1969), Texter, Bassist und Sänger der Band Manic Street Preachers
- Bradley Dredge (* 1975), Profigolfer